# Rhaphidophora nicolsonii
Rhaphidophora nicolsonii är en kallaväxtart som beskrevs av Peter Charles Boyce. Rhaphidophora nicolsonii ingår i släktet Rhaphidophora och familjen kallaväxter. Inga underarter finns listade.